# Tinea bivirgella
Tinea bivirgella är en fjärilsart som beskrevs av Felder och Rogenh. 1975. Tinea bivirgella ingår i släktet Tinea och familjen äkta malar. Inga underarter finns listade i Catalogue of Life.